# Hong Kong Premier League 2016/17
Die Hong Kong Premier League 2016/17 war die dritte Spielzeit der höchsten Hongkonger Fußballliga seit ihrer Gründung im Jahr 2014 und der 105. Wettbewerb um die Hongkonger Landesmeisterschaft. Die Saison begann am 26. August 2016 und endete am 6. Mai 2017. Titelverteidiger war die Eastern AA.

## Modus
Die Vereine spielten ein Doppelrundenturnier aus, womit sich insgesamt 20 Spiele pro Mannschaft ergaben. Aufgrund der ungeraden Mannschaftsanzahl pausierte pro Spieltag je eine Mannschaft. Es wurde nach der 3-Punkte-Regel gespielt (drei Punkte pro Sieg, ein Punkt pro Unentschieden). Die Tabelle wurde nach den folgenden Kriterien bestimmt:
1. Anzahl der erzielten Punkte
2. Anzahl der erzielten Punkte im direkten Vergleich
3. Tordifferenz im direkten Vergleich
4. Anzahl Tore im direkten Vergleich
5. Tordifferenz aus allen Spielen
6. Anzahl Tore in allen Spielen

Am Ende der Saison qualifizierten sich die zweit- und drittbeste Mannschaft zusammen mit den Siegern des Hong Kong Senior Challenge Shields und des Hong Kong FA Cups für die Play-off-Runde. Da sich zwei Vereine über mehrere Wege qualifizierten, übernahmen die jeweils nachfolgenden noch nicht qualifizierten in der Ligatabelle die beiden freien Plätze. Die Begegnungen im Halbfinale wurden ausgelost. 
Die punktbeste Mannschaft der regulären Saison qualifizierte sich für die Gruppenphase der AFC Champions League 2018. Der Sieger der Play-off-Runde qualifizierte sich für die zweite Qualifikationsrunde der Champions League. Der Verein mit den wenigsten Punkten stieg in die zweitklassige Hong Kong First Division League ab.

## Teilnehmer
Der Tai Po FC kehrte nach einjähriger Abstinenz als Meister der Hong Kong First Division League 2015/16 wieder zurück in die Hong Kong Premier League. Der zweite Aufsteiger, der Hongkong FC, spielte zuletzt in der Saison 2010/11 in der höchsten Hongkonger Liga. Zusätzlich zu den beiden Aufsteigern wurde Hong Kong Sapling, nach der Auflösung 2012, wiedergegründet und der chinesische Erstligist Guangzhou R&F entsendete eine Mannschaft, die größtenteils aus den eigenen U-19-Spielern besteht.
Die zwei Aufsteiger ersetzten einerseits den letztplatzierten Verein der Saison 2015/16, Wong Tai Sin DRSC, und andererseits den Dreams Metro Gallery FC, der sich wegen finanzieller Probleme aus der Liga zurückzog. Wong Tai Sin musste nach zwei Jahren in der Hong Kong Premier League wieder in die Hong Kong First Division League zurück. Für den Dreams Metro Gallery FC bedeutete der Abstieg das Ende seiner achtjährigen Zugehörigkeit zum Hongkonger Fußball-Oberhaus.
| Verein               | Beheimatet in, Distrikt             | Stadion                         |
| -------------------- | ----------------------------------- | ------------------------------- |
| Eastern AA           | Mongkok, Yau Tsim Mong District     | Mong Kok Stadium                |
| R&F                  | Chai Wan, Eastern District          | Siu Sai Wan Sports Ground       |
| Hongkong FC          | Happy Valley, Wan Chai District     | Hong Kong Football Club Stadium |
| Hong Kong Pegasus FC | Wan Chai, Wan Chai District         | Hong Kong Stadium               |
| Hong Kong Rangers FC | Tsing Yi, Kwai Tsing District       | Tsing Yi Sports Ground          |
| Biu Chun Glory Sky   | Wong Tai Sin, Wong Tai Sin District | Hammer Hill Road Sports Ground  |
| Kitchee SC           | Mongkok, Yau Tsim Mong District     | Mong Kok Stadium                |
| South China AA       | Tseung Kwan O, Sai Kung District    | Tseung Kwan O Sports Ground     |
| Southern District FC | Aberdeen, Southern District         | Aberdeen Sports Ground          |
| Tai Po FC            | Tai Po, Tai Po District             | Tai Po Sports Ground            |
| Yuen Long FC         | Yuen Long Town, Yuen Long District  | Yuen Long Stadium               |

## Abschlusstabelle
| Pl. | Verein                 | Sp. | S  | U | N  | Tore    | Diff. | Punkte |
| --- | ---------------------- | --- | -- | - | -- | ------- | ----- | ------ |
| 1.  | Kitchee SC             | 20  | 16 | 3 | 1  | 054:800 | +46   | 51     |
| 2.  | Eastern AA (M)         | 20  | 15 | 4 | 1  | 060:250 | +35   | 49     |
| 3.  | Southern District FC   | 20  | 10 | 6 | 4  | 048:210 | +27   | 36     |
| 4.  | South China AA 1       | 20  | 11 | 2 | 7  | 034:260 | +8    | 35     |
| 5.  | Yuen Long FC           | 20  | 9  | 4 | 7  | 036:230 | +13   | 31     |
| 6.  | Tai Po FC (N)          | 20  | 9  | 4 | 7  | 029:210 | +8    | 31     |
| 7.  | Hong Kong Rangers FC   | 20  | 7  | 5 | 8  | 031:330 | −2    | 26     |
| 8.  | Hong Kong Pegasus FC   | 20  | 7  | 5 | 8  | 035:350 | ±0    | 26     |
| 9.  | Biu Chun Glory Sky (G) | 20  | 2  | 4 | 14 | 024:550 | −31   | 10     |
| 10. | R&F (G)                | 20  | 3  | 1 | 16 | 013:530 | −40   | 10     |
| 11. | Hongkong FC (N)        | 20  | 2  | 0 | 18 | 013:770 | −64   | 06     |

Zum Saisonende 2016/17:
Zum Saisonende 2015/16:

(M): Amtierender Meister: Eastern AA

(N): Aufsteiger aus der First Division League 2015/16: Tai Po FC & Hong Kong FC

(G): Neugegründet: Biu Chun Glory Sky & R&F

## Play-off-Runde
Die zweit- und drittbeste Mannschaft der Saison und die Sieger des Hong Kong Senior Challenge Shields und des Hong Kong FA Cups spielten in zwei einfachen Play-off-Runden einen Startplatz zur AFC Champions League aus. Die beiden Gewinner der ersten Runde trafen in der zweiten Runde aufeinander. Der Sieger aus diesem Spiel startete dann in der zweiten Qualifikationsrunde der AFC Champions League 2018.
Halbfinale
Die Spiele fanden am 20. und 21. Mai 2017 jeweils im Mong Kok Stadium statt.
|                | Ergebnis |                      |
| -------------- | -------- | -------------------- |
| South China AA | 1:6      | Eastern AA           |
| Yuen Long FC   | 1:3      | Southern District FC |

Finale
Das Spiel fand am 27. Mai 2017 ebenfalls im Mong Kok Stadium statt.
|            | Ergebnis |                      |
| ---------- | -------- | -------------------- |
| Eastern AA | 3:0      | Southern District FC |

## Statistiken

### Kreuztabelle
Die Kreuztabelle stellt die Ergebnisse aller Spiele der regulären Season dar. Die Heimmannschaft ist in der linken Spalte, die Gastmannschaft in der oberen Zeile aufgelistet.
| Saison 2016/17       | EAS | R&F | HOK  | HPE | HRA | BCG | KIT | SOC | SOD | TAI | YUE |
| Eastern AA           |     | 6:1 | 7:0  | 2:1 | 2:1 | 6:2 | 1:4 | 4:3 | 3:1 | 1:0 | 2:0 |
| R&F                  | 0:4 |     | 1:0  | 1:3 | 0:3 | 0:0 | 0:2 | 0:2 | 0:5 | 0:2 | 1:4 |
| Hongkong FC          | 0:4 | 3:4 |      | 0:1 | 0:1 | 1:4 | 0:2 | 1:6 | 0:6 | 1:2 | 0:3 |
| Hong Kong Pegasus FC | 3:5 | 1:2 | 5:0  |     | 2:3 | 2:1 | 1:3 | 2:1 | 0:0 | 1:1 | 2:2 |
| Hong Kong Rangers FC | 3:3 | 1:0 | 1:0  | 1:1 |     | 5:2 | 0:1 | 0:1 | 1:1 | 0:1 | 1:2 |
| Biu Chun Glory Sky   | 1:2 | 2:0 | 2:3  | 2:4 | 2:2 |     | 1:5 | 0:3 | 0:4 | 3:3 | 2:3 |
| Kitchee SC           | 0:0 | 5:0 | 10:0 | 2:0 | 5:1 | 0:0 |     | 1:1 | 3:1 | 1:0 | 2:0 |
| South China AA       | 2:2 | 1:0 | 4:0  | 0:2 | 2:4 | 1:0 | 0:3 |     | 2:1 | 1:4 | 1:0 |
| Southern District FC | 1:3 | 3:2 | 7:0  | 4:3 | 3:3 | 6:0 | 1:0 | 1:0 |     | 2:0 | 1:1 |
| Tai Po FC            | 1:1 | 2:1 | 1:2  | 5:1 | 3:0 | 1:0 | 0:1 | 1:2 | 0:0 |     | 0:3 |
| Yuen Long FC         | 1:2 | 4:0 | 6:2  | 0:0 | 2:0 | 4:0 | 1:4 | 0:1 | 0:0 | 0:2 |     |

### Torschützenliste
Bei gleicher Anzahl von Toren sind die Spieler alphabetisch sortiert.
| Platz                  | Nat       | Spieler         | Mannschaft           | Tore |
| ---------------------- | --------- | --------------- | -------------------- | ---- |
| 01                     | Hongkong  | Sandro          | Kitchee SC           | 21   |
| 02                     | Spanien   | Manuel Bleda    | Eastern AA           | 16   |
| 03                     | Serbien   | Nikola Komazec  | South China AA       | 13   |
|                        | Spanien   | Jordi Tarrés    | Hong Kong Rangers FC | 13   |
| 05                     | Brasilien | Lucas Silva     | Tai Po FC            | 11   |
| 06                     | Brasilien | Everton Camargo | Biu Chun Glory Sky   | 10   |
|                        | Brasilien | Giovane         | Eastern AA           | 10   |
| 08                     | Spanien   | Marcos          | Southern District FC | 09   |
|                        | Spanien   | Rufino          | Kitchee SC           | 09   |
| Stand: Ende der Saison |           |                 |                      |      |